# Parliament (zespół muzyczny)
Parliament i Funkadelic – dwie bliźniacze grupy muzyczne założone w 1968.  Obie grupy, poza nielicznymi wyjątkami, posiadały ten sam personel, dlatego często były traktowane jako jeden zespół Parliament-Funkadelic i jako taki zostały w 1997 wprowadzone do Rock and Roll Hall of Fame. Ze względu jednak na spore różnice stylistyczne w muzyce obu zespołów należy traktować je oddzielnie. Obie grupy były jedynymi big-bandami w historii gatunku – w niektórych okresach ich istnienia liczba muzyków w nich uczestniczących dochodziła do kilkudziesięciu.
Parliament była grupą grającą muzykę w gatunkach rock psychodeliczny, soul, R&B i funk czerpiąc inspiracje z dokonań Jamesa Browna i Slya Stone’a. Grupa skupiła się na produkcji przebojowych, tanecznych piosenek, wydawanych na singlach. Dodatkowo w prezentacji scenicznej grupa skupiała się na krzykliwej, typowej dla psychodelicznej kontrkultury kolorystyce i kiczowatej scenerii wywodzącej się z współczesnego filmu fantastyki naukowej.
Grupa Funkadelic zorientowana była na tworzenie muzyki związanych z gatunkami acid rock i blues-rock z pewnymi domieszkami soul i funk. Także w sferze tekstowej grupa nie stroniła od poruszania aktualnych treści politycznych i społecznych oraz skupiała się raczej na produkcji albumów niż singli.
Liderem obu zespołów był George Clinton (nie mylić z politykiem).

## Mitologia P-Funk
Treść utworów Parliament i Funkadelic odnosiła się do wspólnego świata wyobrażonego i grupy postaci, które łącznie określa się jako "mitologia P-Funk".
Na albumie Mothership Connection (1975), pierwszy utwór, „P Funk”, wprowadza postać DJ-a zwanego Lollypop Man (alias Long Haired Sucker). Clinton (jeden z autorów łącznie z Bootsy Collinsem oraz Bernie Worrellem) wspomina, że frustracja niechęcią stacji radiowych do emisji jego piosenek była powodem do wymyślenia własnej stacji (zwanej W-E-F-U-N-K) i zatrudnionego w niej DJ-a.
W tym samym albumie pojawia się po raz pierwszy kolejną ważna postać, Starchild (inspirowany „Black Noah” stworzonym przez Sun Ra oraz Jezusem). Jest on przybyszem z kosmosu o boskich atrybutach, który przyleciał na Ziemię tytułowym statkiem, aby przynieść ludzkości święty Funk (pisany wielką literą „F”: powód Stworzenia oraz źródło wszelkiej energii i wszelkiego życia). Jak się okazuje (album The Clones of Dr. Funkenstein, 1976), Starchild pracował dla doktora Funkensteina, międzygalaktycznego mistrza kosmicznego Funku, zdolnego naprawić wszelkie problemy człowieka, ponieważ, jak głoszą teksty piosenek, im większy ból głowy, tym większa tabletka jest potrzebna, a Dr Funkenstein jest „Wielką Tabletką” („Dr. Funkenstein” z ww. albumu). Poprzednicy dra Funkensteina zakodowali tajemnice Funku w piramidach, ponieważ ludzkość nie była gotowa na jego objawienie przed obecnymi czasami.
Nemesis Starchild jest Pan Nos (Sir Nose D’Voidoffunk), który po raz pierwszy pojawia się w „Sir Nose Devoid of Funk” z albumu Funkentelechy Vs. the Placebo Syndrome powstałego w 1977 r. Pan Nos próbuje zakończyć Funk, gdyż, jak twierdzi, jest zbyt „cool”, żeby tańczyć („too cool to dance). Jest on mistrzem Syndromu Placebo (Placebo Syndrome), który powoduje nieFunkowość („unFunkiness”, czyli kombinację głupoty i nietańczenia). Jego celem jest wprowadzenie mózgów całej ludzkości w stan zwany Strefą Zerowej Funkatywności („Zone of Zero Funkativity”). Jego antagonista, Starchild, używa swojego Bop Guna („Bop Gun (Endangered Species)” z albumu Funkentelechy Vs the Placebo Syndrome) aby osiągnąć Funkentelechię dla całej ludzkości. Przy pomocy Funkowych mocy Bop Gun (wzbogaconego przez Flash Light), Starchildowi udaje się wprowadzić Pana Nosa w Funkentelechię i odnaleźć jego Funkową duszę.

## Skład
- Mickey Atkins – instrumenty klawiszowe
- Jerome Brailey – perkusja
- George Clinton – instrumenty klawiszowe, śpiew
- Bootsy Collins – śpiew, gitara basowa
- Glen Collins – flet
- Catfish Collins – gitara
- Gary „Muddbone” Cooper – śpiew
- Rodney Curtis – instrumenty perkusjne
- Raymond Davis – śpiew
- Mallia Franklin – śpiew
- Lawrence Fratangelo – instrumenty perkusjne
- Ron Ford – śpiew
- Ramon Tiki Fulwood – perkusja
- Rick Gardner – trąbka
- Glen Goins – gitara
- Larry Heckstall – śpiew
- Eddie Hazel – gitara
- Michael Hampton – gitara
- Shirley Hayden – śpiew
- Clarence „Fuzzy” Haskins – gitara, śpiew
- Tyrone Lampkin – perkusja
- Lynn Mabry – śpiew
- Walter „Junie” Morrison – instrumenty klawiszowe, śpiew
- Cordell Mosson – gitara basowa, śpiew
- Billy „Bass” Nelson – gitara basowa
- Maceo Parker – saksofon
- Lucius Tawl Ross – gitara
- Gary Shider – gitara, śpiew
- Dawn Silva – śpiew
- Calvin Simon – śpiew
- Grady Thomas – śpiew
- Greg Thomas – róg
- Frankie Kash Waddy – perkusja
- Jeanette „Baby” Washington – śpiew
- Fred Wesley – puzon
- Bernie Worrell – instrumenty klawiszowe
- Debbie Wright – śpiew

## Dyskografia

### Grupa Parliament

#### albumy studyjne
- Osmium (1970)
- Up for the Down Stroke (1974)
- Chocolate City (1975)
- Mothership Connection (1976)
- The Clones of Dr. Funkenstein (1976)
- Funkentelechy Vs. the Placebo Syndrome (1977)
- Motor Booty Affair (1978)
- Gloryhallastoopid (1979)
- Trombipulation (1980)
- Medicaid Fraud Dogg (2018)

#### albumy koncertowe
- Live – P-Funk Earth Tour (1977)

### Grupa Funkadelic

#### albumy studyjne
- Funkadelic (1970)
- Free Your Mind... and Your Ass Will Follow (1970)
- Maggot Brain (1971)
- America Eats Its Young (1972)
- Cosmic Slop (1973)
- Standing on the Verge of Getting It On (1974)
- Let's Take It to the Stage (1975)
- Hardcore Jollies (1976)
- Tales of Kidd Funkadelic (1976)
- One Nation Under a Groove (1978)
- Uncle Jam Wants You (1979)
- The Electric Spanking of War Babies (1981)
- Connections & Disconnections (1981)
- Who’s a Funkadelic? (reedycja Connections & Disconnections) (1992)
- By Way of the Drum (2007)
- Toys (2008)

#### albumy koncertowe
- Live: Meadowbrook, Rochester, Michigan – 12th September 1971 (1996)

### Dyskografia Parliament-Funkadelic
- Parliament-Funkadelic/P-Funk All-Stars – Dope Dogs (1995)